# Świat-tabernakulum
Świat-tabernakulum – starożytna, chrześcijańska koncepcja świata w kształcie tabernakulum bądź Przybytku Przymierza, z płaską Ziemią pod kopułą nieba. Wcześniej mało znana, odegrała ona rolę w dziewiętnastowiecznej dyskusji na temat ewolucjonizmu.

## Laktancjusz
Dowody na kulistość Ziemi istniały od starożytności, jednakże nie wszyscy byli skłonni je uznać. Odmienny pogląd prezentował m.in. Laktancjusz, chrześcijański autor żyjący w IV wieku. Napisał on dzieło pod tytułem Divine institutiones. Nie zgadzał się z poglądami na kulistość Ziemi, jako że były one stworzone przez pogan. Jako argument podawał fakt, że kulistość Ziemi pociąga za sobą istnienie antypodów. Laktancjusz nie potrafił przyjąć myśli, że mogłyby one istnieć, gdyż zamieszkujący je ludzie musieliby żyć głową do dołu. Źródła wiedzy na kształt Ziemi upatrywał natomiast w Biblii. W jego opinii księga ta opisuje świat na podobieństwo tabernakulum albo Przybytku Przymierza. W obu przypadkach chodzi o przedmiot prostopadłościenny.

## Kosmas Indikopleustes

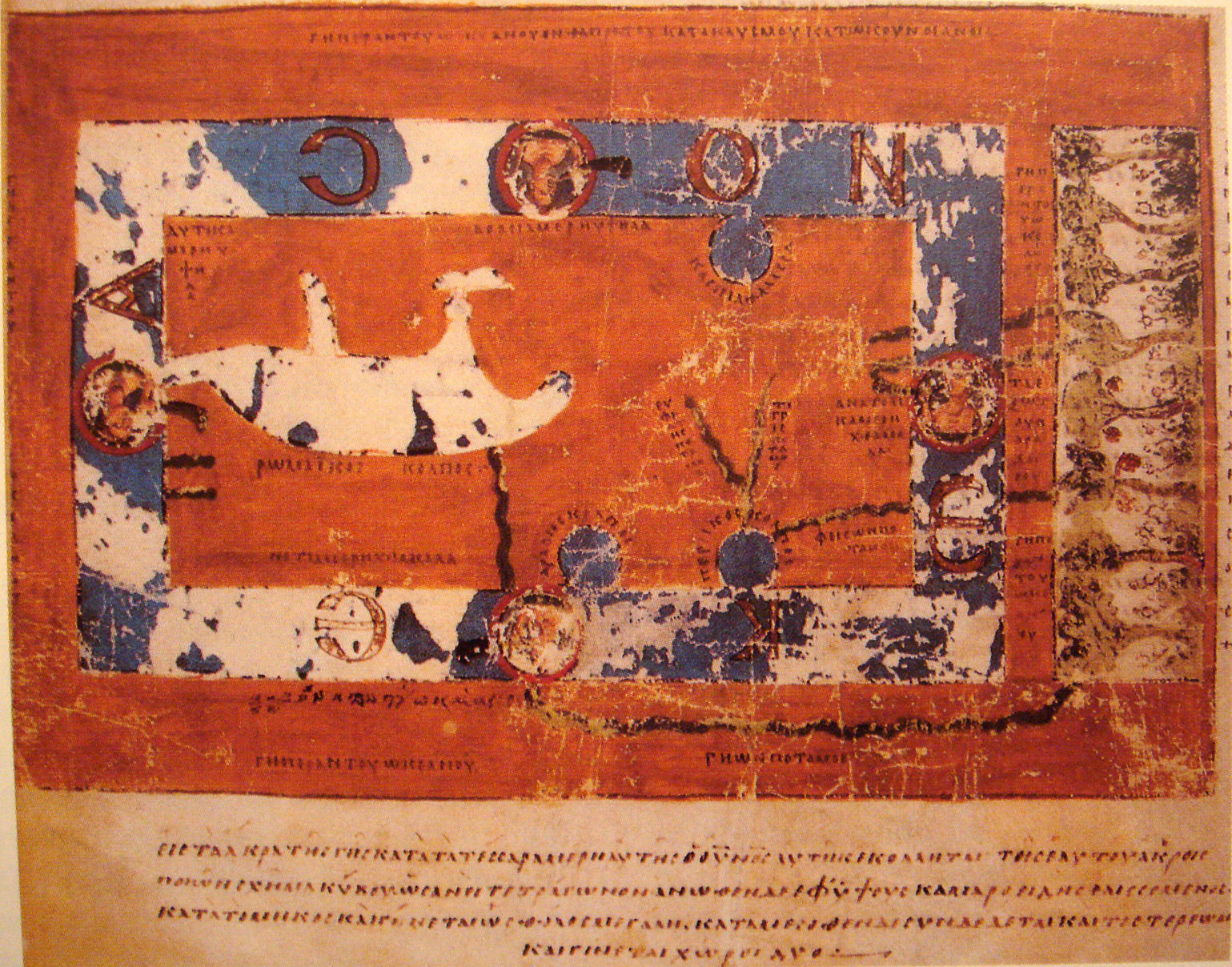
Mapa świata odzwierciedlająca pogląd Kosmasa, VI wiek. Przedstawia świat płaski. Północ znajduje się u góry. Płaska Ziemia leży w środku, otoczona oceanem. Na zachodzie widać Morze Śródziemne, na zachód niego Gibraltar, na północ od niego Morze Egejskie i Morze Czarne. Na południu zwraca uwagę Nil. Na północy Morze Kaspijskie łączy się z oceanem, podobnie jak Zatoka Perska i Morze Czerwone na południu. Do Zatoki Perskiej uchodzą Tygrys i Eufrat. Na dalekim wschodzie znajduje się raj.

Świat do Przybytku Przymierza porównywał także Kosmas Indikopleustes. Żył on w VI wieku. Był to geograf bizantyjski. Napisał on po grecku tekst pod tytułem Kosmografia chrześcijańska, w którym wyłożył swoje poglądy na omawiany temat. Uczony ten uznał, że ludzkość zaczęła obserwować gwiazdy po potopie, gdy wieża Babel osiągnęła już znaczną wysokość. Pisał:

(...) wiedzeni błędem doszli do wniosku, że Ziemia jest kulista.

Widział on świat w kształcie prostopadłościanu zwieńczonego kopułą niebios. Kopuły tej jednak nie widać, zakrywa ją bowiem zasłona firnamentu (stereoma). Pod nieboskłonem leży płaska powierzchnia Ziemi, oikoumene, na której żyją ludzie, a poniżej której znajdują się wody oceanu. Powierzchnia ta nie jest jednak do końca płaska. Autor uważał, że wznosi się ona nieznacznie ku północnemu wschodowi, jednakże w stopniu tak nieznacznym, że trudno to człowiekowi zauważyć. Tam, na północnym wschodzie, znajdować się ma bardzo wysoka góra, której wierzchołka, gubiącego się gdzieś wśród chmur, nie może dostrzec ludzkie oko. Kosmas Indikopleustes pisał też o ciałach niebieskich poruszanych przez aniołów.
Geograf porównywał taki obraz świata do Przybytku Przymierza. Uważał, że Bóg nakazał Mojżeszowi zbudować Przybytek zgodnie z modelem, który ukazał mu na górze Synaj. Tak więc dzieło miało przedstawiać cały świat. Zewnętrzna jego część miała symbolizować widzialny świat. Na brzegu miał znajdować się warkocz symbolizujący ocean, a zewnętrzna w stosunku doń listwa była z kolei odpowiednikiem lądu po drugiej stronie morza, gdzie opierałaby się niebo. Świecznik siedmioramienny ustawiony po południowej stronie uznał Kosmas za odpowiednik ciał niebieskich.

## Skutki
Koncepcja świata-tabernakulum odegrała rolę w dziewiętnastowiecznych dyskusjach pomiędzy zwolennikami a przeciwnikami chrześcijaństwa. Owocem sporu było nieuznawanie przez Kościoły chrześcijańskie zjawiska ewolucji. W rezultacie w środowiskach świeckich do Kościołów przylgnęło przekonanie o niskiej jakości myśli chrześcijańskiej. Zrodziło się twierdzenie, jakoby w przeszłości Kościół propagował tezę, że Ziemia jest płaska. Uznawano, że w średniowieczu wiodący był pogląd Kosmasa o świecie w kształcie Przybytku, a system geocentryczny Ptolemeusza popadł w zapomnienie. W rzeczywistości było zupełnie inaczej. Wykształceni ludzie, w tym ludzie Kościoła, dysponowali dowodami na kulistość Ziemi i uznawali ją. Natomiast Kosmografia chrześcijańska pozostawała mało znana aż do 1706. Z kolei w 1897 pojawiło się jej angielskie tłumaczenie. Z pominięciem tych faktów wykazywano, że tak samo jak wcześniej chrześcijanie tkwili w błędzie co do kształtu Ziemi, tak próbują bronić swych poglądów w przypadku ewolucji.